# Афанасий (Нос)
Епи́скоп Афана́сий (пол. Βiskup Atanazy, в миру Мирослав Нос, пол. Mirosław Nos; род. 27 ноября 1968, Стара-Луплянка, гмина Михалово, Польша) — архиерей Польской православной церкви; епископ Лодзинский и Познанский (с 2017).

## Биография
В 1988 году окончил сельскохозяйственный техникум в Михалове. Поступил в Варшавскую высшую православную духовную семинарию.
В 1991 году был направлен для обучения в Свято-Тихоновскую духовную семинарию, расположенную в Тихоновском монастыре в Саут-Кейнане, которую окончил в мае 1995 году со степенью магистра богословия (master of divinity).
В 1996 году поступил послушником в Яблочинский монастырь. 27 марта того года епископом Люблинским и Холмским Авелем (Поплавским) был пострижен в рясофор и рукоположён в сан диакона. 27 августа того же года принял монашество с именем в честь преподобномученика Афанасия Брестского. 1 сентября того же года епископом Люблинским и Холмским Авелем (Поплавским) был рукоположен в сан иеромонаха.
С 1997 по 1999 год обучался в качестве стипендиата на богословском институте Афинского университета.
По возвращении в Польшу, 4 мая 1999 года митрополитом Варшавским Саввой был назначен духовником и благочинным Яблочинского монастыря.
В 2000 году нострифицировал свой иностранный диплом защитив магистрскую диссертацию в Христианской богословской академии в Варшаве на тему «Проблема религиозной терпимости на Подляшье во Второй Речи Посполитой».
15 января 2007 года назначен наместником монастыря и настоятелем прихода при обители.
28 марта 2011 года решением Архиерейского Собора Польской Церкви был назначен благочинным монастырей Польской Православной Церкви: «Из мужских монастырей первый по значимости, конечно, наш Яблочинский монастырь, второй — Пресвятой Девы Марии в Супрасьле, потом монастырь Кирилла и Мефодия в Уйковицах, недалеко от Перемышля, монастырь святого Димитрия Солунского в Саках; также скиты: преподобного Серафима Саровского в Костомлотах и Покрова Божией Матери в Высове-Здруй. Женские монастыри: Святая Гора Грабарка, монастырь Рождества Богородицы в Зверках, монастырь Успения Божией Матери в Войнове, Покровский монастырь в Турковичах и скит в Залешанах. Таким образом, мужских монастырей — шесть, а женских — пять».

### Архиерейство
24 августа 2017 года Священным Синодом Польской православной церкви был избран для рукоположения в сан епископа Лодзинского и Познанского.
23 сентября 2017 года в кафедральном соборе святой равноапостольной Марии Магдалины в Варшаве Митрополит Варшавский и всей Польши Савва возглавил чин наречения архимандрита Афанасия (Носа) во епископа Лодзинского и Познанского.
24 сентября 2017 года там же хиротонисан в сан епископа. Хиротонию совершили: митрополит Варшавский и всей Польши Савва (Грыцуняк), митрополит Астанайский и Казахстанский Александр (Могилёв), архиепископ Люблинский и Холмский Авель (Поплавский), архиепископ Верейский Евгений (Решетников), архиепископ Белостокский и Гданьский Иаков (Костючук), архиепископ Вроцлавский и Щецинский Георгий (Паньковский), епископ Перемышльский и Горлицкий Паисий (Мартынюк) и епископ Супрасльский Григорий (Харкевич).